# Язык перевода (перевод)
В переводе «язык перевода» (также известный как язык-реципиент) — это язык, на который осуществляется перевод. Это антоним «исходного языка», языка, с которого осуществляется перевод.
Во многих профессиональных областях язык перевода является родным языком переводчика. Перевод для специализированных или профессиональных областей часто требует практических знаний, а также соответствующей терминологии в языке перевода. Например, перевод юридического текста требует не только свободного владения языком перевода, но и знание терминологии, относящейся к правовой сфере в языке перевода.
При том, что форма и стиль исходного языка часто не могут быть переданы на языке перевода, значение и смысл передать можно. Лингвист Роман Якобсон даже утверждал, что весь когнитивный опыт может быть классифицирован и выражен в любом живом языке.